# FKL
FKL je továrna na výrobu valivých ložisek a kardanových hřídelí se sídlem v Temerinu nedaleko Nového Sadu v Srbsku. Díky své specializaci je FKL unikátem v zemích bývalé Jugoslávie.[zdroj?]

## Historie
18. listopadu 1961 vznikla společnost nesoucí název Metalum, jež se soustředila na výrobu součástek pro automobily a traktory a věnovala se také obrábění kovů. 3. února 1965 se společnost přejmenovala na „Továrnu na výrobu valivých ložisek a kardanových hřídelí Temerin“, zkráceně FKL. Tím byl, jak jíž název napovídá, udán hlavní směr společnosti. Zaměření na obrábění, tepelné zpracování, broušení a montáž ložisek se stalo základním stavebním kamenem celého podnikání FKL. Společnost se také věnovala opravě, údržbě a testování ložisek.
Od roku 1975 se společnost věnuje výhradně výrobě ložisek a kardanových hřídelí. Mezi lety 1980 až 1990 FKL rapidně urychlil svůj vývoj a investoval do moderních technologií. V tomto období byly pořízeny obráběcí a tvářecí stroje, včetně CNC strojů.
V roce 1986 došlo k přesunu do nového závodu v průmyslové zóně v Temerinu. Následně proběhla výstavba dvou moderních výrobních hal o celkové rozloze 25 tisíc metrů čtverečních. V letech 1987 a 1988 byly zakoupeny kalící linky Aichelin a proběhla výstavba samostatné výrobní linky pro tepelné zpracování.
V roce 1990 se FKL stal akciovou společností. V roce 2009 započal proces privatizace.
Koncem roku 2015 byla privatizace společnosti úspěšně dokončena. V roce 2017 se stal FKL hlavním dodavatelem ložisek pro ruského výrobce kombajnů Rostselmaš. V roce 2018 se stal FKL společností s ručením omezením a přestala tak být akciovou společností.

## Současnost FKL
FKL se specializuje na výrobu ložisek a ložiskových jednotek pro zemědělské stroje. Jedná se o jeden z mála závodů, jež zajišťuje kompletní výrobní proces, tj. obrábění, tepelné zpracování, výroba krytů, broušení, lapování a montáž samotného ložiska. FKL zaměstnává kolem 700 lidí a 90 % výrobků je určeno pro vývoz. Mezi cílové destinace patří především země Evropské unie, Rusko, Ukrajina, USA, Nový Zéland, Turecko a Egypt. Výrobní program FKL zahrnuje více než pět tisíc druhů ložisek s různým využitím a různou charakteristikou. Továrna vlastní certifikáty ISO 9001:2015, ISO 14001:2015, OHSAS 18001:2007. FKL pracuje na zdokonalování svých produktů, technologických procesů a všech svých zdrojů. Dále spolupracuje s městským úřadem Temerin, Srbskou obchodní komorou a střední školou Lukijana Musickeho, kde umožňují studentům praxi v závodě a studenti takto mohou získat zkušenosti pro obrábění kovů. FKL se také účastní projektu Tempus, ve spolupráci s Fakultou strojního inženýrství univerzity v Bělehradě , FKL také pomohl sepsat manuál s názvem Obráběcí technologie a obráběcí systémy pro broušení a obrábění, který vyšel ve spolupráci s profesory Fakulty technických věd univerzity v Novém Sadě.

## Výrobní program FKL
Standardní výrobní program:
- Vnitřní kuličková ložiska pro upínací ložiska;
- Kuličková ložiska;
- Domečky z šedé a tvárné litiny;
- Ložiskové jednotky.

Speciální program pro zemědělství:
- Ložiska pro diskové brány
- Ložiska pro secí stroje
- Ložiska pro válce
- Ložiska pro kombajny
- Axiální ložiska
- Další speciální ložiska

Kardanové hřídele:
- Zemědělské stroje;
- Průmysl;
- Vozidla.